# Dombra

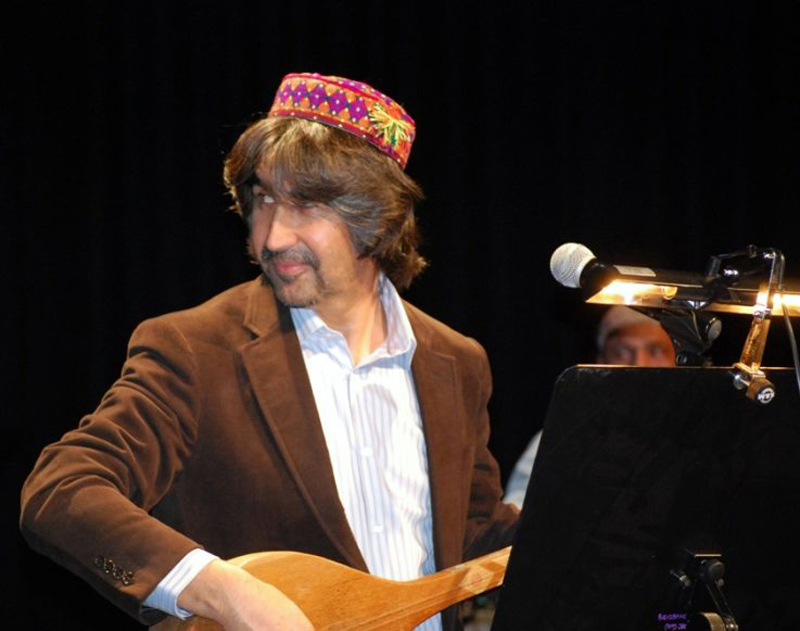
Dawood Sarkhosh, un cântăreț Hazara de Dombra.

Dombra, cunoscută și sub numele de dombyra (în kazahă домбыра, în persană دمبوره) este un instrument muzical cu coarde cu gât lung folosit de kazahi, hazari, uzbeci, tadjici, nogaii, bașkiri și tătari în muzica lor populară tradițională. Dombra împărtășește anumite caracteristici cu instrumentele komuz și dutar, cum ar fi gâtul lung și subțire și forma corpului alungită. Este un instrument popular mai ales în rândul comunităților turcice din țările din Asia Centrală.

## Soiuri
Instrumentul diferă ușor în diferite regiuni. Dombyra kazahă are praguri și se cântă prin râșnire cu mâna sau ciupind fiecare coardă în mod individual, cu o atingere ocazională pe suprafața principală a instrumentului. În timp ce corzile sunt în mod tradițional făcute din tendoane, dombra moderne sunt de obicei produse folosind corzi de nailon. Unul dintre cei mai mari cântăreți de dombra a fost muzicianul și compozitorul popular kazah Kurmangazy Sagyrbayuly⁠(d), care a avut o influență majoră asupra dezvoltării culturii muzicale kazahe, inclusiv a muzicii pentru dombra; compoziția sa muzicală „Adai” este populară în Kazahstan și în străinătate.
În 2012 a fost creată elektrodombyra.
Dambura populațiilor Hazara, Turkestani și Badakhshani, întâlnite în mod obișnuit în Afganistan, sunt fără prag cu corp și gât sculptate dintr-un singur bloc de lemn, de obicei dud sau caise. dambura se cântă cu multe bătăi și zgârieturi pe instrument pentru a ajuta la darea unui sunet de percuție. Cele două corzi sunt fabricate din nailon (în timpurile moderne) sau din intestin. Ei traversează un pod scurt până la un ac de la celălalt capăt al corpului. Există o mică gaură de sunet în spatele instrumentului, în timp ce partea superioară este din lemn gros. Nu este finisat cu nici un lac, pilire / șlefuire de orice fel și, ca și în cazul tuturor celorlalte instrumente turcești, există un decor.
Un interpret lovește toate corzile în același timp. Coarda de sus interpretează tonul de bordun, iar coarda de jos interpretează melodia. O dumbura este folosită ca instrument solo și ca instrument de ansamblu.

## Istorie
Dombyra a apărut pentru prima dată în Evul Mediu. De exemplu, lucrările lui Aby Nasyr Al-Farabi se referă la un instrument muzical asemănător tamburului, similar cu dombyra. Un instrument similar cu Dombyra a existat în aproape toate țările din Asia Centrală. În ultimul secol, au existat mulți compozitori mari și jucători Dombyra, cum ar fi Kurmangazy, Kazangap și Tattimbet.
Importanța dombrei în cultura Kazahstanului a fost marcată prin includerea acesteia în registrul patrimoniului imaterial. În noiembrie 2014, Dombra kuy a fost inclusă în a fost înregistrată ca patrimoniu cultural imaterial UNESCO. În 2018, Kazahstanul a inițiat Ziua Dombra. Ziua Națională a Dombrei este sărbătorită în Kazahstan în prima duminică a lunii iulie.

## Dombra în formație și spectacole epice

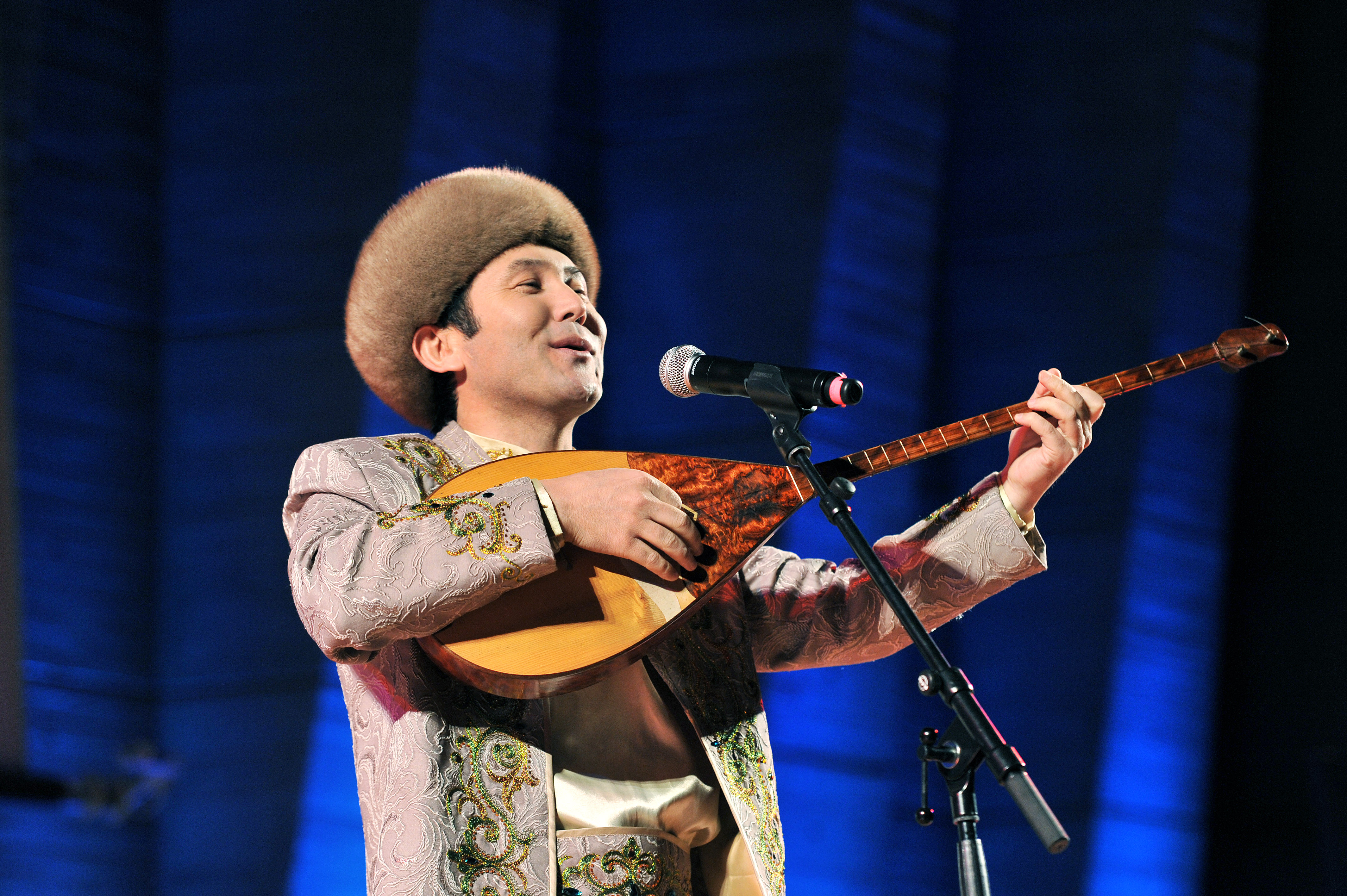
Jucând la dombra

Poetul kazah Abay Qunanbayuli este adesea arătat ținând o dombra în repaus și mulți o țin cu mare atenție ca simbol național în rândul națiunilor post-sovietice ale Comunității Statelor Independente. Dombra este cântată de Erzhan Alimbetov în trupa Ulytau.
Din secolul al XII-lea până în secolul al XVIII-lea, dombra a fost folosită de sasans bașchiri pentru a acompania legendele lor poetice și kubairs. Este menționată în poemul epic „Zayatulyak și Hiuhiliu”. Cu toate acestea, până la începutul secolului al XX-lea, dombra a fost uitată. În a doua jumătate a secolului al XX-lea au fost efectuate mai multe reconstrucții. În prezent, lucrarea revivalistă continuă. Printre altele, interpretul V. Shugayupov lucrează la renașterea dombra. Instrumentul modern din lemn are o formă de pară sau o formă ovală.

## Referințe în cultura populară

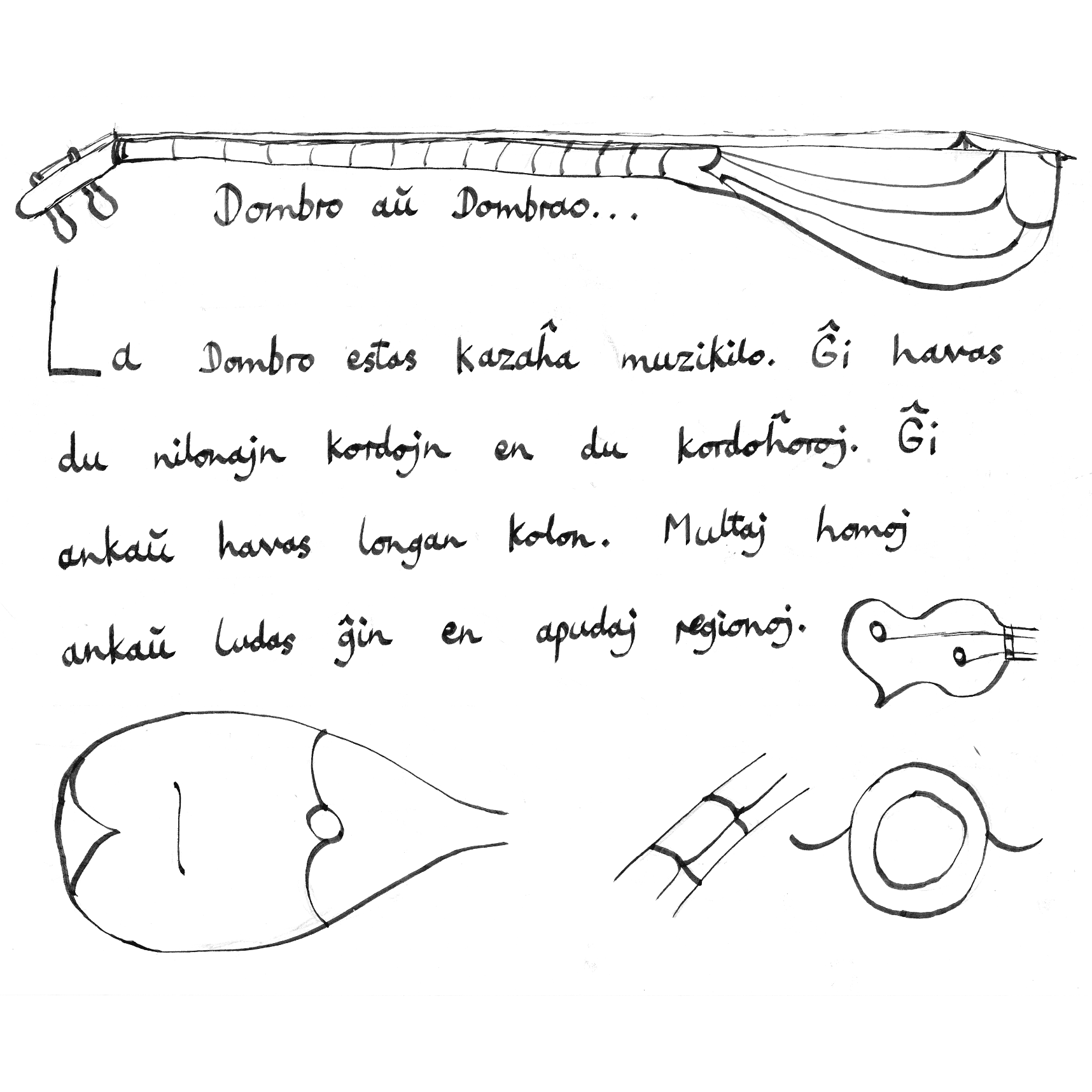
Diagrama Dombra, cu descriere în esperanto.